# Cubo de la Sierra
Cubo de la Sierra es una localidad española del municipio de Almarza, perteneciente a la provincia de Soria, en la comunidad autónoma de Castilla y León. Está ubicada en la comarca de Almarza.

## Geografía
Esta pequeña población de la comarca de Almarza está ubicada en el norte de la provincia,  bañado por el río Zarranzano afluente del Duero y rodeado por las sierras de Montes Claros, Tabanera y Carcaña. El pueblo consta de una iglesia de origen románico, en honor a Santo Tomás. El pueblo, también consta de un frontón, bar con salón de baile, pilón de agua y lavadero.

### Comunicaciones
Localidad situada en la carretera provincial SO-P-1142 que de San Gregorio en la autonómica SO-620  nos lleva en dirección norte a Segoviela y a en dirección sur a Arévalo de la Sierra.

## Historia
Lugar que durante la Edad Media perteneció a la Comunidad de Villa y Tierra de Soria formando parte del Sexmo de Tera.
El censo de Pecheros de 1528, en el que no se contaban eclesiásticos, hidalgos y nobles, registraba la existencia 6 pecheros, es decir unidades familiares que pagaban impuestos.
A la caída del Antiguo Régimen la localidad se constituye en municipio constitucional en la región de Castilla la Vieja, partido de Soria  que en el censo de 1842 contaba con 41 hogares y 170 vecinos.
A mediados del siglo XIX crece el término del municipio porque incorpora las localidades de Segoviela, Sepúlveda de la Sierra, Matute de la Sierra y Portelárbol.
A finales del siglo XX este municipio desaparece porque se integra en el municipio de Almarza. Las cinco localidades contaban entonces con 88 hogares y 352 habitantes.

## Demografía
| Gráfica de evolución demográfica de Cubo de la Sierra entre 1842 y 1960 |
| |
| Población de derecho según los censos de población del INE Población de hecho según los censos de población del INEEntre el censo de 1857 y el anterior, crece el término del municipio porque incorpora a 425060 (Matute de la Sierra), 425089 (Portelarbol) 425103 (Segoviela) y 425104 (Sepúlveda de la Sierra) Entre el censo de 1970 y el anterior, este municipio desaparece porque se integra en el municipio 42019 (Almarza) |

En el año 1981 contaba con 56 habitantes, concentrados en el núcleo principal, pasando a 36 en 2010, 22 varones y 14 mujeres.
La población del pueblo, suele aumentar en vacaciones, ya que, muchos familiares de diferentes lugares, van a pasar el verano con sus familias, que vivían, antiguamente, aquí.

## Patrimonio
- Iglesia parroquial de Santo Tomás Apóstol.
- Casa Fuerte de San Gregorio.
- Castro de Zarranzano, de la Edad del Hierro. Figura en el catálogo de Bienes Protegidos de la Junta de Castilla y León en la categoría de zona arqueológica con fecha de declaración 24 de noviembre de 1980.[9]